# Vögelsen
Vögelsen är en kommun och ort i Landkreis Lüneburg i förbundslandet Niedersachsen i Tyskland.
Kommunen ingår i kommunalförbundet Samtgemeinde Bardowick tillsammans med ytterligare sex kommuner.